# Concilio di Nicea I
Il Concilio di Nicea, tenutosi nel 325 d.C., è stato il primo concilio ecumenico cristiano.
Venne convocato e presieduto dall'imperatore romano Costantino I, il quale intendeva ristabilire la pace religiosa e raggiungere l'unità dogmatica, minata da varie dispute, in particolare sull'arianesimo; il suo intento era anche politico, dal momento che i forti contrasti tra i cristiani indebolivano anche la società e, con essa, lo Stato romano. Con queste premesse, il concilio ebbe inizio il 20 maggio del 325. Data la posizione geografica di Nicea, la maggior parte dei vescovi partecipanti proveniva dalla parte orientale dell'Impero.

## Introduzione
Lo scopo del concilio era quello di rimuovere le divergenze sorte inizialmente nella Chiesa di Alessandria d'Egitto e poi diffuse largamente sulla natura di Cristo in relazione al Padre; in particolare, se egli fosse “nato” dal Padre e così della stessa natura eterna del Padre o se invece, come insegnava Ario, egli fosse stato “creato” e avesse così avuto un inizio nel tempo.
Un'ulteriore decisione del concilio fu stabilire una data per la Pasqua, la festa principale della cristianità. Il concilio stabilì che la Pasqua si festeggiasse la prima domenica dopo il plenilunio successivo all'equinozio di primavera, in modo quindi indipendente dalla Pesach (la Pasqua ebraica), stabilita in base al calendario ebraico. Il Vescovo di Alessandria (probabilmente usando il calendario copto) avrebbe da allora in avanti stabilito la data e l'avrebbe poi comunicata agli altri vescovi.
Con il Concilio, Costantino auspicava che fosse chiarito, una volta per tutte, un dogma (verità di fede) riguardo a una diatriba sorta in un primo momento intorno a una questione cristologica, ma le cui conseguenti lacerazioni teologiche avevano effetto anche sulla pace dell'impero, di cui egli si riteneva il custode. Siccome la disputa ariana nacque e coinvolse le Chiese d'Oriente, di lingua greca, la rappresentanza latina al concilio fu ridotta: il vescovo di Roma Silvestro fu rappresentato da due preti (questa prassi divenne costante anche nei concili successivi). Più in generale, gli ecclesiastici presenti (il cui numero è stato ben presto fissato in 318 dalla tradizione) erano tutti orientali tranne cinque: Marco di Calabria dall'Italia, Ceciliano di Cartagine dall'Africa, Osio di Cordova dalla Spagna, Nicasio di Die dalla Gallia, Domno di Sirmio dalla provincia danubiana.
Il Concilio si svolse nel palazzo imperiale dal 19 giugno al 25 luglio del 325 e gli ecclesiastici furono spesati nel viaggio come se fossero stati funzionari di Stato. Il documento conclusivo venne firmato prima dal rappresentante imperiale Osio di Cordova, e poi dai rappresentanti del papa. Nonostante la presenza di Ario e soprattutto di Eusebio di Nicomedia, la maggioranza fu contraria alle loro idee. Infatti il comportamento dei due, per nulla conciliante, indispose la fazione moderata che votò contro di loro. Il clima conciliare niceno fu a dir poco turbolento; il dibattito sulle tesi di Ario degenerò a tal punto che Nicola di Bari avrebbe preso a schiaffi l'eresiarca.

## Organizzazione del concilio

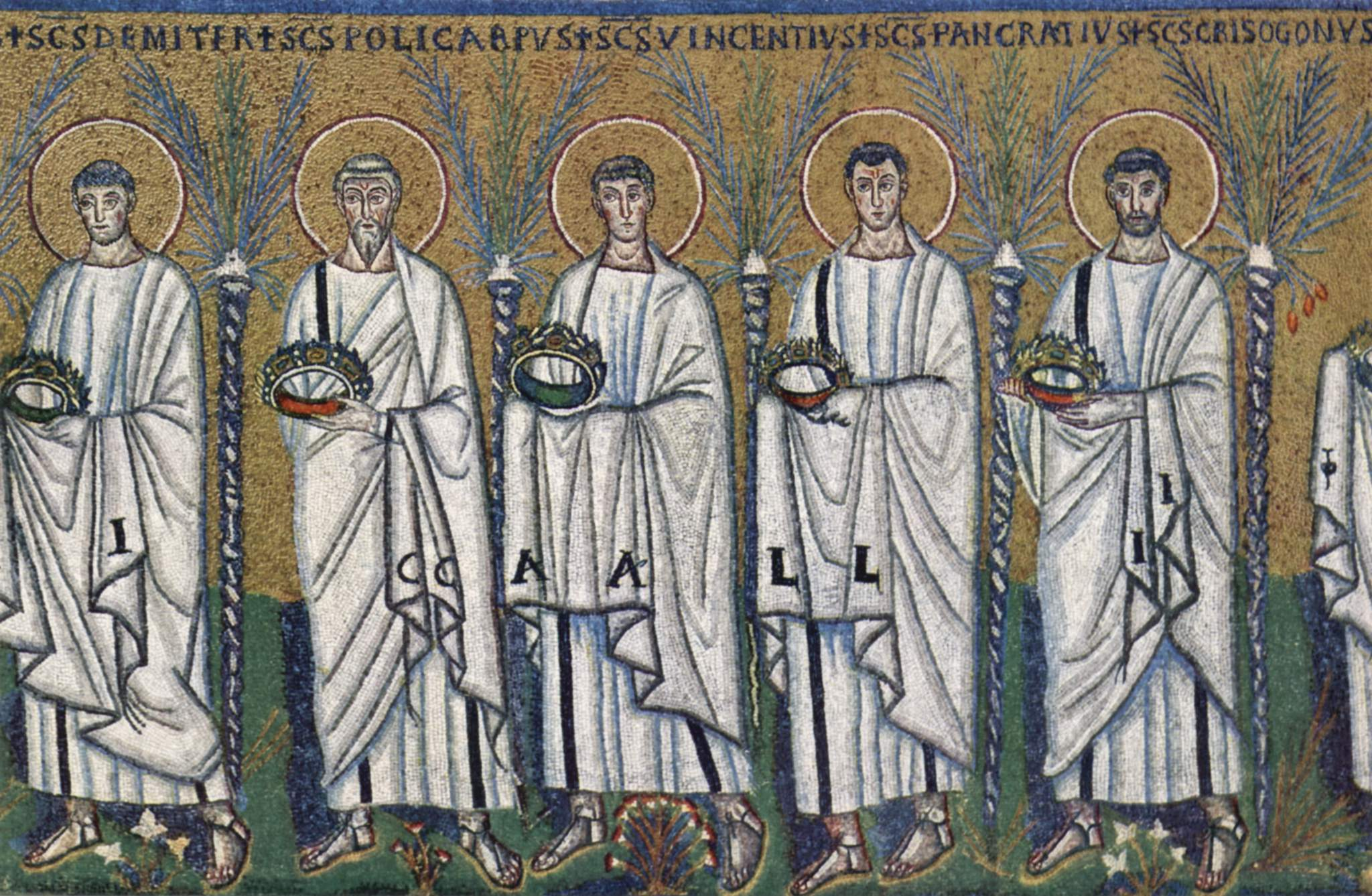
Teoria di santi, basilica di Sant'Apollinare Nuovo, Ravenna (VI secolo).

Costantino invitò tutti i 1800 vescovi della Chiesa cristiana (circa 1000 in Oriente e 800 in Occidente). Tuttavia, solo da 250 a 320 vescovi furono in grado di partecipare. Riguardo al numero esatto di partecipanti, le fonti coeve non sono concordi: secondo Eusebio di Nicomedia erano 250; Eustazio di Antiochia, citato da Teodoro di Mopsuestia, afferma che erano 270; Atanasio di Alessandria, nelle sue Epistole ai Solitari, parla di 300 (come Costantino), anche se nella lettera agli Africani, racconta di 318. Il numero preciso non si conosce, ma, da alcuni Padri della Chiesa è collegato al simbolismo dei servitori di Abramo (vedi Genesi 14, 14), come viene spiegato nella Lettera di Pseudo-Barnaba.
Nell'edizione critica delle liste conciliari, pubblicata da Heinrich Gelzer nel 1898, l'autore elenca un massimo di 220 vescovi che presenziarono al concilio niceno.
A causa delle riserve espresse sulla dottrina dell'homooùsion (vedi supra) da Eusebio di Nicomedia e da Teognis di Nicea, entrambi, pur avendo firmato gli atti, vennero esiliati in Gallia tre mesi dopo. Infatti, avendo i due ripreso a predicare che il Figlio non era consustanziale al Padre, si disse che avevano guadagnato alla loro causa il custode degli atti del concilio nominato dall'imperatore per cancellarne le proprie firme. A quel punto venne pensato di ristabilire il numero misterioso di 318 partecipanti, mettendo gli atti del concilio distinti per sessione sulle tombe di Crisanzio e di Misonio, morti durante lo svolgimento del concilio; all'indomani, dopo aver passato la notte in orazioni, si scoprì che i due vescovi avevano firmato.

## Decisioni del Concilio

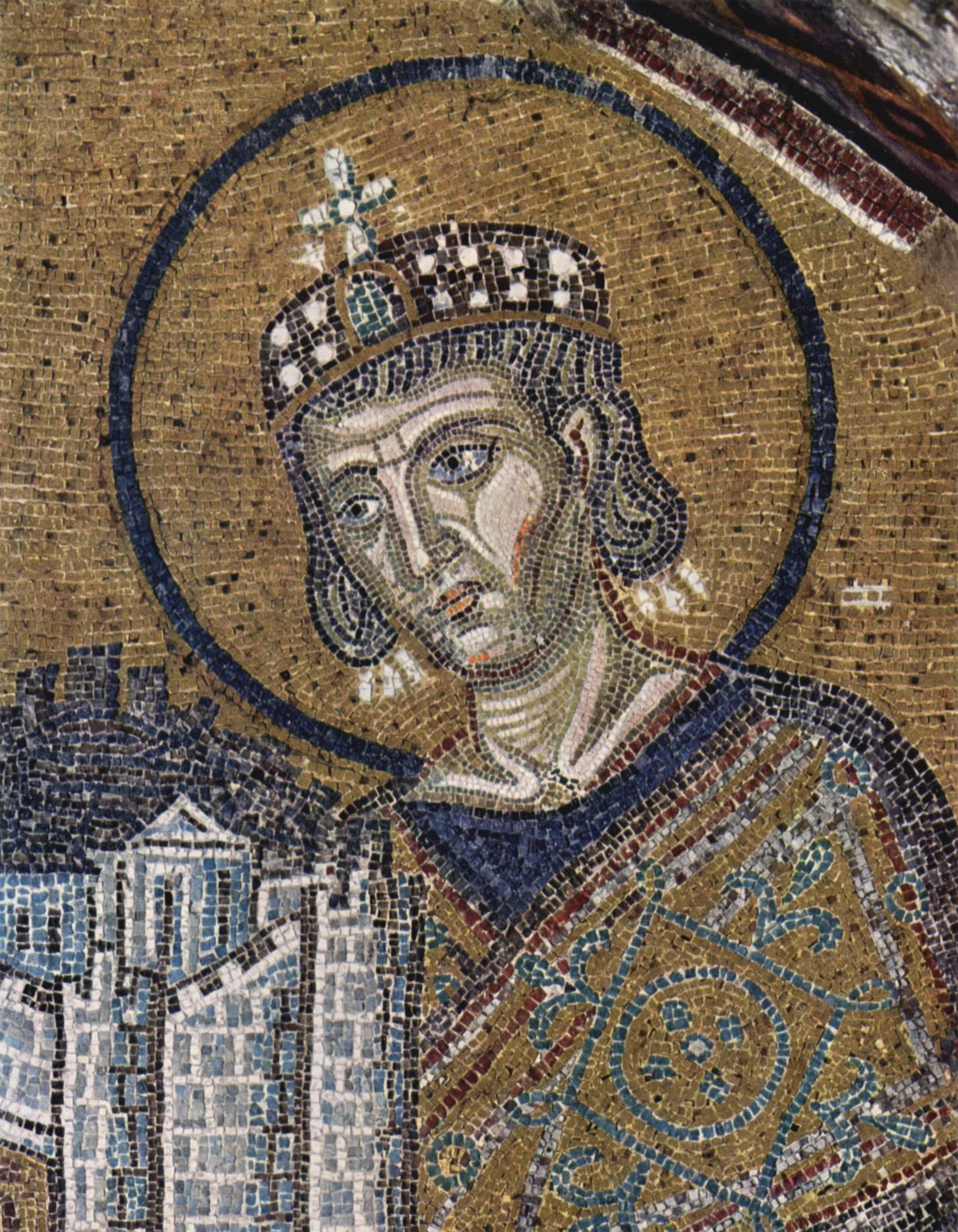
Costantino offerente: mosaico in Santa Sofia, Istanbul, c. 1000)

Con un'amplissima maggioranza - solo Teona di Marmarica e Secondo di Tolemaide votarono contro - si arrivò a una dichiarazione di fede, che ricevette il nome di Simbolo niceno o credo niceno. Il simbolo, che rappresenta ancora oggi un punto centrale delle celebrazioni cristiane, stabilì esplicitamente la dottrina dell'homooùsion, cioè della consustanzialità del Padre e del Figlio: nega che il Figlio sia creato (genitum, non factum), e che la sua esistenza sia posteriore al Padre (ante omnia saecula). In questo modo, l'arianesimo fu negato in tutti i suoi aspetti.
Inoltre, venne ribadita l'incarnazione, morte e resurrezione di Cristo, in contrasto alle dottrine gnostiche che arrivavano a negare la crocifissione.
Si dichiarò la nascita virginale di Gesù (nacque da Maria Vergine – cfr. Vangelo secondo Matteo 1,18 e 25, e Vangelo secondo Luca 1,34-35) e furono anatemizzati i sostenitori di certe affermazioni ariane, cioè coloro che dicono: "C'era (un tempo) quando (Gesù) non c'era", e: "Prima di essere generato non c'era", e che dal non essente fu generato o da un'altra persona o essenza dicono essere o creato, o trasformabile o mutevole il Figlio di Dio.
Altre decisioni erano invece di carattere non solo dottrinale ma anche disciplinare, e riguardavano la posizione da tenere in particolare rispetto agli eretici e a coloro che avevano rinnegato il cristianesimo, e cioè:
1. furono dichiarate eretiche le dottrine del vescovo Melezio di Licopoli.
2. furono stabilite delle regole sul battesimo degli eretici.
3. si presero delle decisioni su coloro che avevano rinnegato il cristianesimo durante la persecuzione di Licinio, cioè i cosiddetti lapsi.

Altre decisioni riguardavano l'organizzazione interna della Chiesa: per esempio, presidenza del vescovo della capitale della provincia civile (il metropolita) e autorità sovra-metropolitana dei vescovi di Roma e di Alessandria.

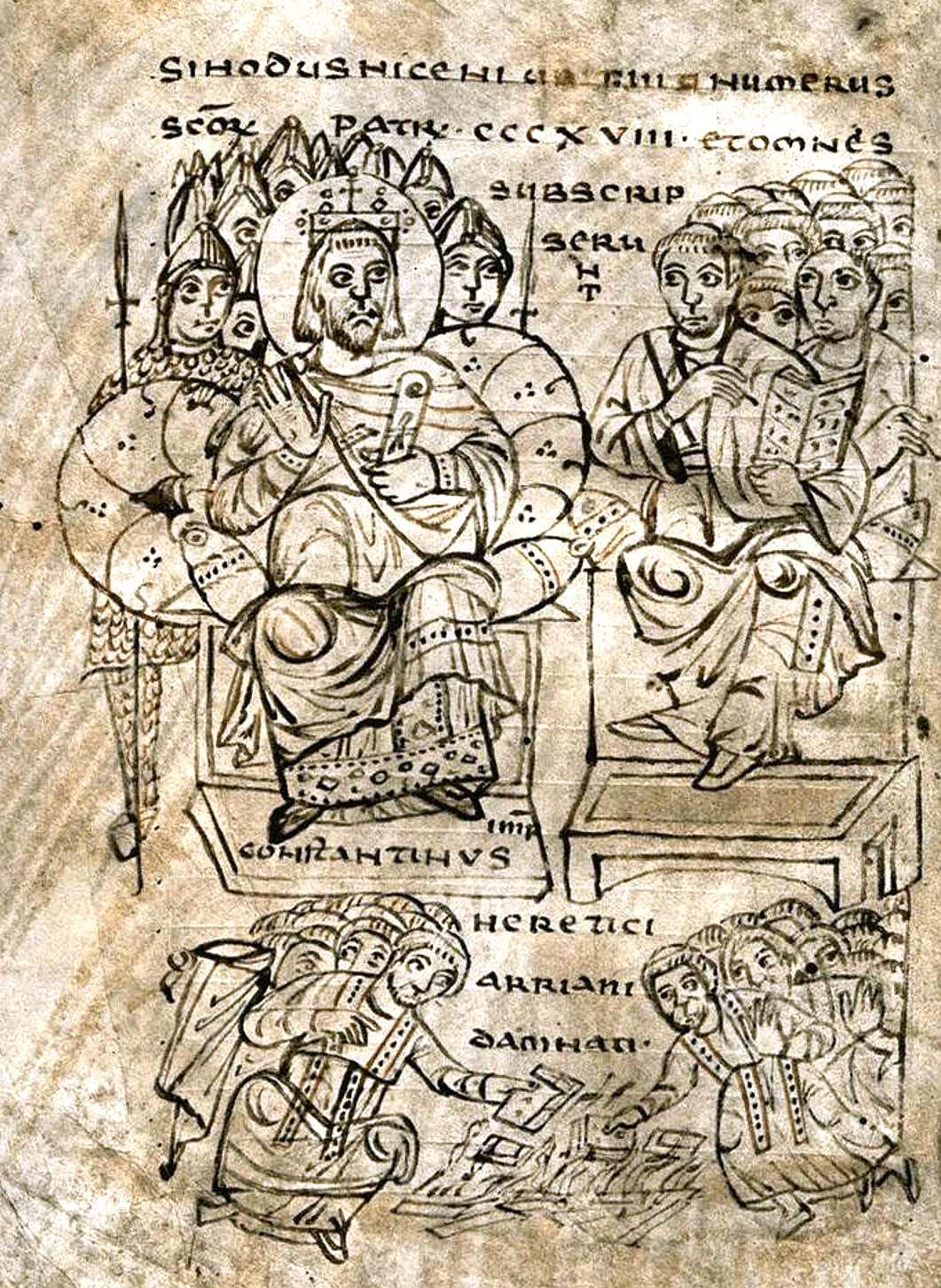
Il Concilio di Nicea, presieduto da Costantino, condanna gli eretici ariani: manoscritto dell'Archivio capitolare di Vercelli (IX secolo)

L'imperatore fece trasmettere le decisioni del concilio a tutti i vescovi cristiani esortandoli ad accettarle, sotto la minaccia dell'esilio. Alla fine del concilio vennero stabiliti i seguenti canoni («regole»):
1. proibizione dell'automutilazione. Soprattutto in Oriente, molti monaci rifiutavano l'ordinazione sacerdotale considerandola associata al potere mondano e fonte di orgoglio, ricorrendo a espedienti peculiari come l'automutilazione di alcune parti del corpo (vedi Origene)
2. definizione di un termine minimo per l'ammissione dei neo-catecumeni nella Chiesa;
3. proibizione della presenza di donne nella casa di un chierico (le cosiddette virgines (o mulieres) subintroductae);
4. ordinazione di un vescovo in presenza di almeno tre vescovi della provincia, subordinata alla conferma da parte del vescovo metropolita;
5. sugli scomunicati, e sull'obbligo di tenere almeno due sinodi all'anno in ciascuna provincia;
6. preminenza dei Vescovi di Roma e Alessandria;
7. riconoscimento di particolare onore (τιμή) per il vescovo di Gerusalemme;
8. riconoscimento del sacerdozio dei Novaziani;
9–14. provvedimento di clemenza verso coloro che hanno rinnegato il Cristianesimo durante la persecuzione di Licinio;-
15–16. proibizione di trasferimento di presbiteri e vescovi dalle loro città;-
17. proibizione dell'usura fra i chierici;
18. precedenza di vescovi e presbiteri sui diaconi nel ricevere l'Eucaristia;
19. dichiarazione dell'invalidità del battesimo ordinato da Paolo di Samosata (vedi eresia adozionista); dichiarazione che le donne diacono sono da considerarsi come i laici;
20. proibizione di inginocchiarsi durante la liturgia della domenica e nei giorni pasquali, fino alla Pentecoste.
Il 25 luglio 325 il Concilio si concluse e i Padri convenuti celebrarono il ventesimo anniversario di regno dell'imperatore. Nel suo discorso conclusivo, Costantino confermò la sua preoccupazione per le controversie cristologiche e sottolineò la sua volontà che la Chiesa vivesse in armonia e pace. In una lettera fatta circolare nella prima festa della Pasqua, annunciò la raggiunta unità di fatto dell'intera Chiesa.

### Il credo del Concilio di Nicea I

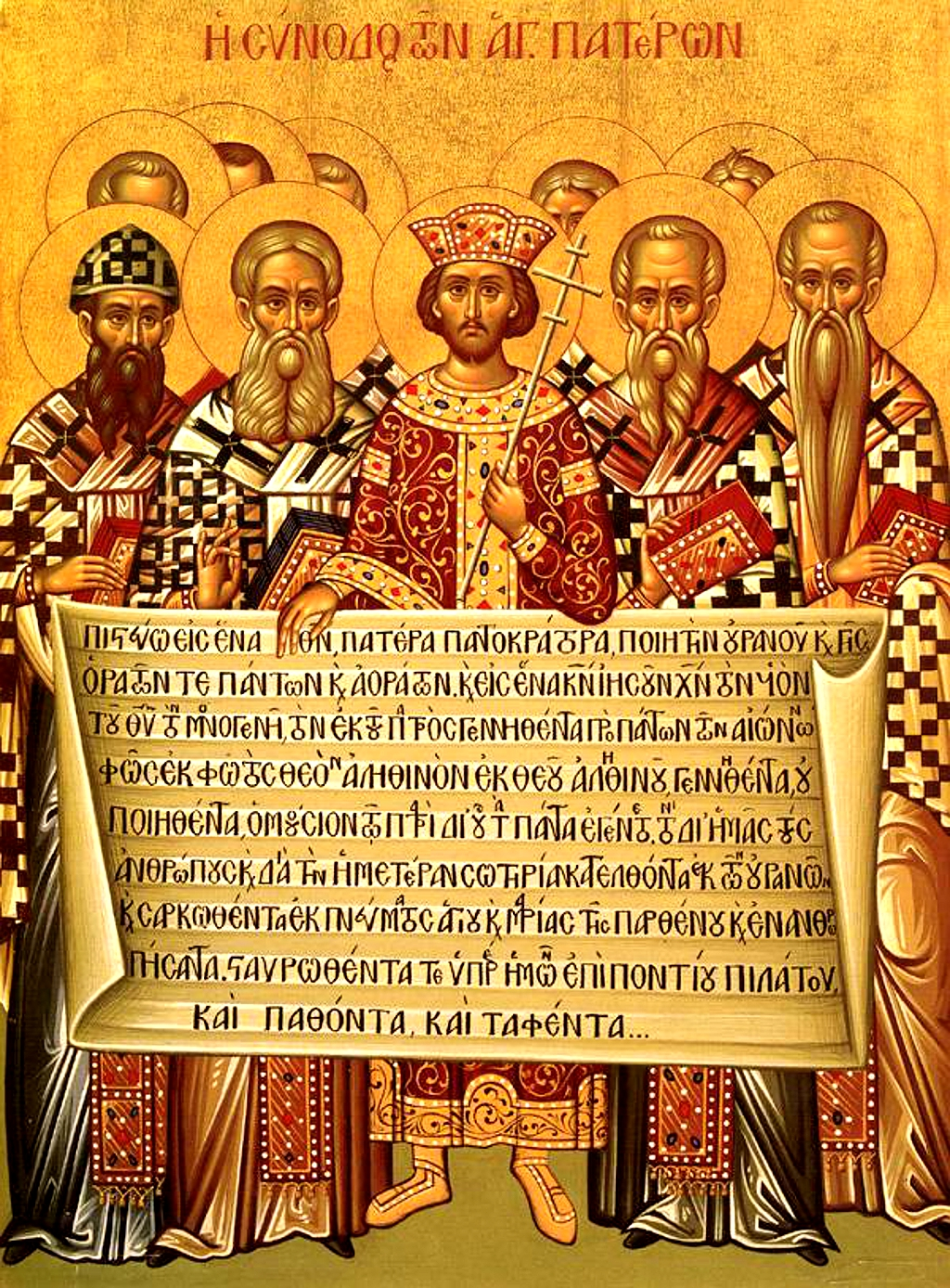
Icona che raffigura Costantino fra i Padri del primo Concilio di Nicea (325): il rotolo contiene anacronisticamente il Simbolo niceno-costantinopolitano del 381 nella forma posteriormente datagli nella liturgia greca (πιστεύω invece di πιστεύομεν).

Il credo adottato al Concilio di Nicea I (nel greco originale) è il seguente:
Καὶ εἰς ἕνα κύριον Ἰησοῦν Χριστόν, τὸν υἱὸν τοῦ Θεοῦ, γεννηθέντα ἐκ τοῦ Πατρὸς μονογενῆ, τουτέστιν ἐκ τῆς οὐσίας τοῦ Πατρός, Θεὸν ἐκ Θεοῦ, φῶς ἐκ φωτός, Θεὸν ἀληθινὸν ἐκ Θεοῦ ἀληθινοῦ, γεννηθέντα, οὐ ποιηθέντα, ὁμοούσιον τῷ Πατρί,
δι' οὗ τὰ πάντα ἐγένετο, τά τε ἐν τῷ οὐρανῷ και τὰ ἐπὶ τῆς γῆς,
τὸν δι' ἡμᾶς τοὺς ἀνθρώπους καὶ διὰ τὴν ἡμετέραν σωτηρίαν κατελθόντα καὶ σαρκωθέντα καὶ ἐνανθρωπήσαντα,
παθόντα, καὶ ἀναστάντα τριτῇ ἡμέρᾳ, καὶ ἀνελθοντα εἰς τοὺς οὐρανούς,
και ἐρχόμενον κρῖναι ζῶντας καὶ νεκρούς.
Καὶ εἰς τὸ Ἅγιον Πνεῦμα.
Τοὺς δὲ λέγοντας, ὅτι ἦν ποτε ὅτε οὐκ ἦν, καὶ πρὶν γεννηθῆναι οὐκ ἦν,
καὶ ὅτι ἐξ οὐκ ὄντων ἐγένετο, ἢ ἐξ ἑτέρας ὑποστάσεως ἢ οὐσίας φάσκοντας εἶναι,
ἢ κτιστόν, ἢ τρεπτὸν ἢ ἀλλοιωτὸν τὸν υἱὸν τοῦ Θεοῦ,
E in un solo Signore, Gesù Cristo, il Figlio di Dio, generato dal Padre, unigenito, cioè dall'essenza del Padre, Dio da Dio, luce da luce, vero Dio da vero Dio, generato, non creato, consustanziale con il Padre;
per mezzo di lui tutte le cose sono state create, sia quelle nel cielo sia quelle sulla terra;
per noi gli uomini e per la nostra salvezza discese e si è incarnato;
morì ed è risuscitato il terzo giorno ed è salito nei cieli;
e verrà per giudicare i vivi e i morti.
E nello Spirito Santo.
A riguardo di quelli che dicono che c'era un tempo quando Egli non c'era, e prima di essere generato non c'era,
e che affermano che è stato fatto dal nulla o da un'altra sostanza o essenza,
o che il Figlio di Dio è una creatura, o alterabile o mutevole,
la santa cattolica e apostolica Chiesa li anatematizza.»
Fu il primo documento conciliare ad utilizzare l'espressione "Noi crediamo".
Le differenze fra questo testo del Concilio del 325, che anatematizza le tipiche affermazioni degli Ariani, e quello del Concilio di Costantinopoli del 381 sono indicate nella voce sul Simbolo niceno-costantinopolitano.

### Dichiarazione dell'ὁμοούσιος (homooùsios)

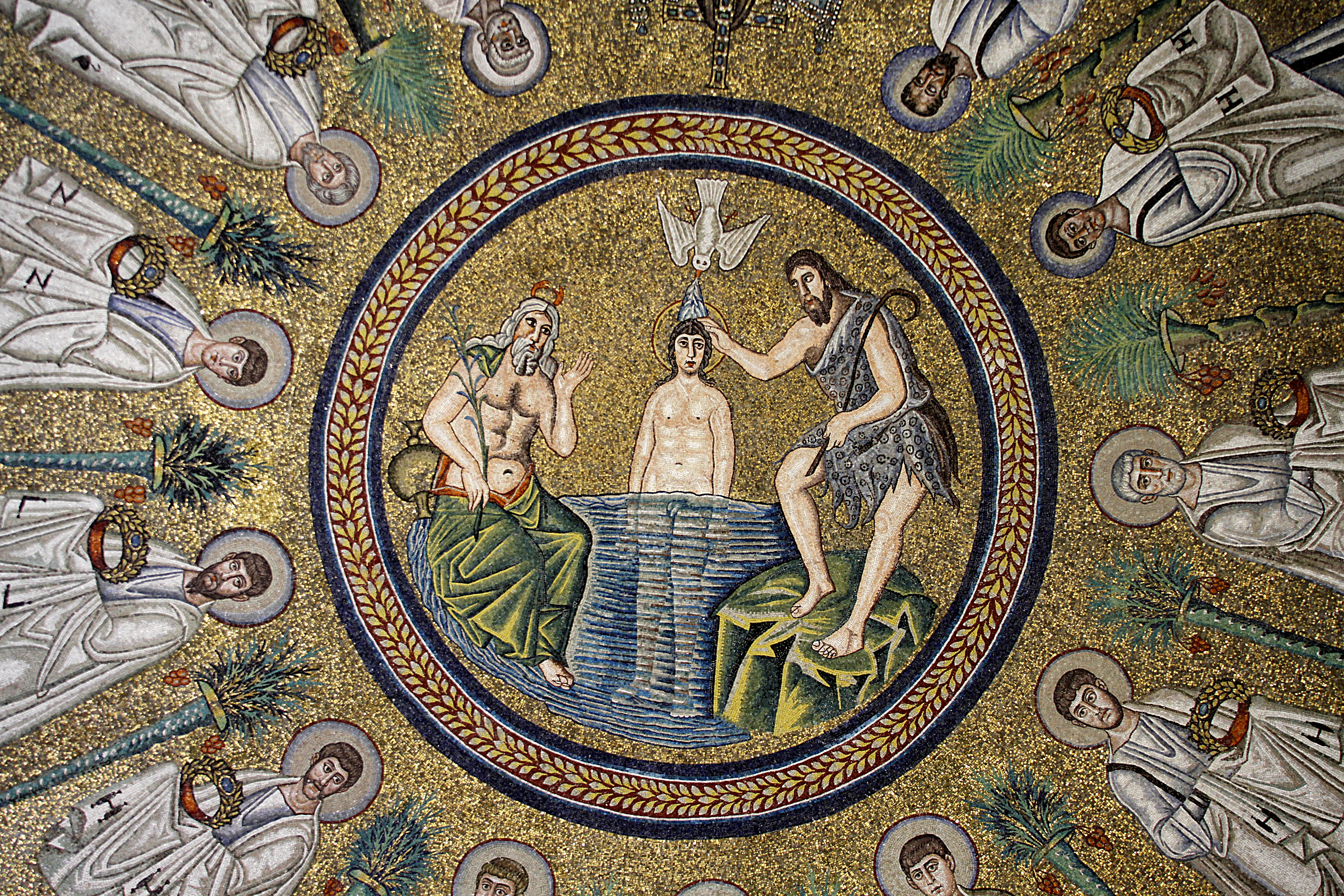
Battesimo di Cristo, mosaico sul soffitto del Battistero degli Ariani a Ravenna (prima metà del VI secolo)

La controversia ariana scoppiò ad Alessandria d'Egitto fra i seguaci di Ario e i seguaci di Alessandro, vescovo di Alessandria. In un periodo in cui la dottrina della Trinità non aveva ancora preso una forma definitiva, la Chiesa affermava che il Figlio fosse uguale al Padre in quanto alla divinità, cioè composto della stessa sostanza (nel senso aristotelico del termine). Gli ariani, invece, sostenevano che Padre e Figlio fossero due distinti esseri divini: in particolare, il Figlio, pur essendo perfetto come creatura, era stato comunque creato dal Padre.
Gran parte della disputa riguardava la differenza fra l'essere "nato", o "creato", e l'essere "generato" dal Padre. Gli ariani dicevano che i due concetti erano la stessa cosa, i seguaci di Alessandro no. In effetti, molti dei termini usati nel concilio di Nicea erano abbastanza oscuri per coloro che non parlavano il greco; le parole del greco ellenistico come "essenza" (οὐσία, ousìa), "sostanza" (ὑπόστασις, hypòstasis), "natura" (φύσις, physis), "persona" (πρόσωπον, pròsopon) contenevano una varietà di significati che venivano direttamente desunti dai filosofi greci vissuti alcuni secoli prima del cristianesimo; essi non potevano che introdurre gravi incomprensioni se non spiegati adeguatamente. In particolare, la parola homooùsion («della stessa essenza», che fu approssimativamente tradotta nel latino del Credo con consubstantialem) fu accolta poco convintamente dai padri conciliari, per la sua vicinanza formale ai termini propri degli gnostici, che ne facevano un uso abbondante nella loro teologia. In particolare il termine stesso homooùsion era stato proibito dal Sinodo di Antiochia nel 264-268, per l'interpretazione sabelliana della Trinità, nota anche come monarchianismo.
I propugnatori dell'homooùsion credevano che seguire l'eresia ariana significasse spezzare l'unità della natura divina, e rendere il Figlio ineguale al Padre, in palese contrasto con le Scritture («Io e il Padre siamo una cosa sola», Gv 10,30). Gli ariani, dal canto loro, credevano che, siccome il Padre ha creato il Figlio, il Figlio deve essere stato emanato dal Padre, e quindi essere meno del Padre, in quanto il Padre è eterno, ma il Figlio è stato creato dopo di lui, e, quindi, non è eterno (nel senso che Aristotele dà all'infinito, per es. nel De Caelo). Anche gli ariani citavano le Scritture, per esempio citando Gv 14,28: «Avete udito che vi ho detto: Vado e tornerò a voi; se mi amaste, vi rallegrereste che io vado dal Padre, perché il Padre è più grande di me».
I fautori dell'homooùsion rispondevano dicendo che la paternità di Dio, come tutti i suoi attributi, è eterna: il Padre è sempre stato Padre, e quindi il Figlio è stato ed è sempre Figlio, indipendentemente dalla sua incarnazione avvenuta in un preciso momento della Storia. Perciò il Figlio non è né una creatura, pur superiore, elevata a uno status divino, né è un essere divino "inferiore": Egli partecipa della natura divina in misura uguale al Padre. Il Concilio decretò il trionfo dell'homooùsion, cioè che il Padre e il Figlio sono della stessa sostanza e sono co-eterni: i padri conciliari basarono questa dichiarazione sull'autorità apostolica e sulla tradizione cristiana. La formulazione finale di questo dogma si ritrova nel Credo niceno.

### Calcolo della data della Pasqua cristiana in modo autonomo dalla tradizione ebraica

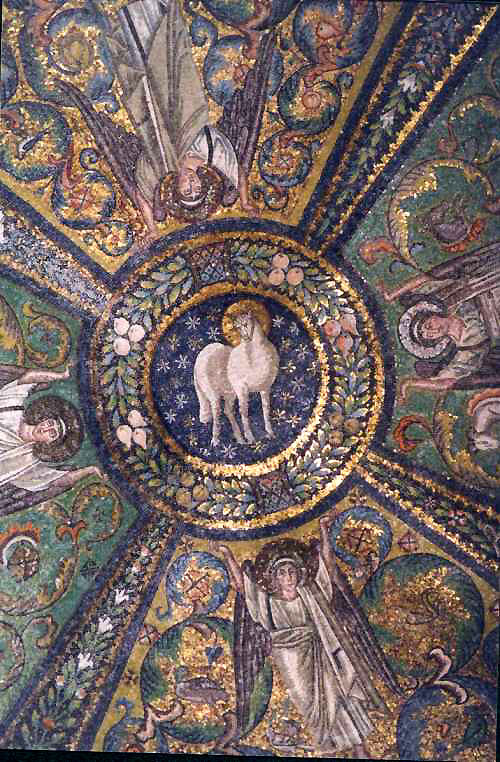
L'Agnello, mosaico nell'interno della cupola della basilica di San Vitale, Ravenna.

#### Pasqua ebraica e Pasqua cristiana
La festa cristiana della Pasqua è strettamente legata alla Pasqua ebraica, in quanto la crocifissione e risurrezione di Gesù avvennero rispettivamente subito prima e subito dopo questa festa (Giovanni 19,14), che gli ebrei celebrano al termine del giorno 14 del mese di nisan (Levitico 23,5), un mese il cui inizio era mobile rispetto al calendario solare e veniva determinato con criteri complessi e tuttora poco noti (i criteri attualmente seguiti dagli ebrei vennero precisati nei secoli successivi alla nascita del cristianesimo).
Anche dal punto di vista teologico e liturgico le due feste sono strettamente collegate: le letture bibliche veterotestamentarie della liturgia ebraica sono tuttora utilizzate dalla maggior parte dei cristiani per la liturgia del sabato santo. L'intervento divino per liberare Israele dall'Egitto è per i fedeli di entrambe le religioni simbolo dell'intervento redentore per liberare l'uomo dal peccato. La festa, inoltre, è collegata alla venuta del Messia già per la religione ebraica. In particolare la lettura della akedah, la vicenda in cui Dio stesso fornisce il capro che viene sacrificato al posto di Isacco (Genesi 22,1-18), ha un'interpretazione messianica, sia pure diversa, in entrambe le religioni.
I primi cristiani, quindi, non avevano motivo per non celebrare la Pasqua ebraica e soprattutto non lo avevano le comunità in cui era prevalente la presenza di cristiani di origine ebraica. Nello stesso tempo, però, la passione e resurrezione di Gesù, "nostra Pasqua" (1 Corinti 5,7) costituisce per i cristiani il momento culminante dell'intervento redentore divino, il "vero" evento prefigurato secondo loro dalle letture veterotestamentarie. La festa cristiana della Pasqua, quindi, doveva essere principalmente un ricordo della morte e resurrezione di Gesù, una vicenda articolata su tre giorni.

#### La controversia quartodecimana
Molti cristiani restavano legati alla determinazione ebraica della data della Pasqua (Quartodecimani), il giorno 14 del mese di Nisan. Altri la celebravano la prima domenica successiva alla festa giudaica (Protopaschiti). Altri ancora osservavano la Pasqua la prima domenica dopo l'equinozio di primavera, senza riferimento al calendario ebraico.
Secondo Ireneo di Lione, quest'ultimo uso, diffuso in molte parti dell'impero romano, risaliva in Roma almeno al periodo di papa Sisto I, ma autori successivi facevano risalire la consuetudine agli apostoli Pietro e Paolo.
Dal canto loro i cristiani che celebravano contemporaneamente agli ebrei (detti "quartodecimani") facevano risalire la loro tradizione agli apostoli Giovanni e Filippo. I quartodecimani erano diffusi soprattutto nella provincia romana dell'Asia, in Siria e in Mesopotamia. Il desiderio di unificare la data della celebrazione portò a una controversia fra le due tradizioni, entrambe di chiara origine apostolica. La visita di Policarpo di Smirne a papa Aniceto calmò gli animi ma non risolse la questione. Nell'ultimo decennio del II secolo la questione fu affrontata sistematicamente da diversi sinodi locali tenuti in Palestina, Italia, Gallia, Grecia, Ponto, ecc. e tutti risultarono a favore della celebrazione domenicale tranne quello tenuto nella provincia romana dell'Asia, presieduto da Policrate, vescovo di Efeso. Papa Vittore I minacciò di scomunicare le Chiese dell'Asia, ma venne indotto da Ireneo ad accettare lo stato di fatto.
Non è chiaro quando la prassi quartodecimana sia scomparsa. La maggior parte degli storici, seguendo quanto proposto da L. Duchesne nel 1880, ritiene oggi che i quartodecimani siano scomparsi nel corso del III secolo, prima cioè del Concilio di Nicea, e che proprio dalla necessità di conciliare le due tradizioni sia sorta la liturgia del triduo pasquale. Il Concilio di Nicea, invece, avrebbe combattuto la prassi protopaschita, che consisteva nel celebrare la Pasqua durante la prima domenica dopo la Pasqua ebraica – o nella stessa data se essa cadeva di domenica - anche in occasioni quando la data della Pasqua ebraica precedeva l'equinozio primaverile.

#### Le incertezze ebraiche sulla data della Pasqua
Una nuova difficoltà sorse nel secolo successivo per impedire ai cristiani di celebrare la Pasqua in una stessa data. Gli ebrei a quel tempo non utilizzavano ancora il ciclo metonico per stabilire la data d'inizio del nuovo anno (e quindi la data della Pasqua). La scelta del capodanno ebraico dipendeva non solo dalla data dell'equinozio, ma anche dalla maturazione dell'orzo, a cui era legata la festa degli azzimi, di cui la Pasqua era il momento d'avvio. Gli ebrei finivano così talvolta per fare coincidere il capodanno con un novilunio di febbraio e per celebrare la Pasqua prima dell'equinozio. (cfr. Tabella delle date di Pasqua di Sardica). Dalla metà del III secolo alcuni autori cristiani cominciarono a lamentare che gli ebrei chiamavano "nisan" il mese lunare sbagliato e che ignorando l'equinozio avevano abbandonato la propria tradizione precedente, dato che nel passato il 14 nisan non era mai caduto prima dell'equinozio. Dato, poi, che l'inizio del mese lunare dipendeva dall'osservazione della prima falce lunare, capitava che i calendari delle comunità ebraiche in parti diverse dell'impero fossero sfasati di uno o due giorni per motivi meteorologici o astronomici. Gli autori cristiani, quindi, proposero che le chiese locali cristiane si svincolassero dall'abitudine di celebrare la Pasqua nella stessa settimana in cui la locale sinagoga celebrava la Pasqua e alcune chiese, fra cui Alessandria e Roma, stabilirono un computo autonomo del calendario lunare.

#### Le decisioni conciliari
Secondo Epifanio di Salamina, che scrisse alla metà del IV secolo:: 
In appendice ai 20 canoni dogmatici il concilio si espresse anche sulla questione della Pasqua stabilendo due principi generali:
- La domenica di Pasqua doveva cadere in un mese lunare stabilito dai cristiani, un "nisan" cristiano non necessariamente coincidente con il nisan ebraico e scelto in modo che la Pasqua non capitasse mai prima dell'equinozio. Ciò garantiva che due pasque non sarebbero mai cadute in uno stesso anno solare (calcolato da equinozio vernale a equinozio vernale);
- Tutti i cristiani dovevano celebrare la Pasqua in uno stesso giorno. Ciò implica anche che la data non doveva dipendere da aleatorie osservazioni astronomiche (la prima falce della luna nuova), ma doveva essere stabilita secondo un criterio calendariale predeterminato.

I criteri precisi per il calcolo della data non furono precisati e trascorsero diversi secoli e numerose controversie prima che la procedura di Alessandria venisse tradotta in latino da Dionigi il piccolo e adottata anche a Roma e in tutti gli altri stati cristiani (cfr: Data della Pasqua). Equinozio e noviluni, infatti, non erano stabiliti per osservazione astronomica, ma tramite convenzioni e formule approssimate. Roma considerava ancora convenzionalmente che il capodanno, ossia l'equinozio di primavera, fosse il 25 marzo come ai tempi di Cesare, mentre Alessandria aveva già aggiornato la data al 21 marzo. Roma seguiva un ciclo lunare con 31 mesi intercalari ogni 84 anni, mentre Alessandria, il maggior centro scientifico dell'impero, aveva già adottato il ciclo metonico, più accurato.
I principi stabiliti a Nicea non impedivano che la Pasqua cadesse il 14 nisan (bastava che il giorno fosse una domenica) né che potesse coincidere con la data ebraica della Pasqua. Il principio che la pasqua cristiana fosse sempre successiva al 14 nisan ebraico fu stabilito solo secoli dopo e descriveva semplicemente la situazione di fatto determinatasi per l'accumulo di errori nel calendario solare giuliano e in quello lunare ebraico.
I principi stabiliti a Nicea furono imposti con molta difficoltà alle chiese di Siria, Cilicia e Mesopotamia (cfr: Protopaschiti) anche se Costantino utilizzò tutto il peso della sua autorevolezza (di cui, però, gli audiani si presero gioco). L'autorevolezza ebraica sulla data della Pasqua era consolidata dalla tradizione e per scardinarla Costantino non esitò a utilizzare argomentazioni apertamente antiebraiche.
Eusebio di Cesarea scrive che Costantino si espresse con queste parole:

Anche Teodoreto di Cirro riporta parole analoghe dell'imperatore: 

### Sull'eresia di Melezio
La soppressione dell'eresia meleziana fu una delle tre importanti questioni di ordine interno alla Chiesa che accompagnarono le decisioni teologiche del Concilio di Nicea. Melezio di Licopoli fu deposto per varie ragioni, fra cui quella di offrire sacrifici agli idoli e di ordinare sacerdoti al di fuori della sua diocesi (il che era proibito fin quasi dall'inizio del cristianesimo). Gli scarsi riferimenti di Atanasio di Alessandria erano le uniche informazioni su di lui, fino a che nel XVIII secolo l'archeologo Scipione Maffei scoprì un manoscritto che riguardava l'eresia meleziana in Egitto. Da questi documenti, e da quelli di Atanasio si deduce che l'eresia meleziana incominciò intorno al 304-305, cioè ai tempi della persecuzione di Diocleziano. Atanasio dice che « [...] i Meleziani divennero scismatici cinquantacinque anni fa, mentre quelli [gli Ariani] vennero dichiarati eretici trentasei anni fa». Poiché si può ritenere che gli ariani venissero dichiarati eretici nel Concilio di Nicea nel 325, a ritroso si può calcolare che i meleziani divenissero scismatici nel 306.
Al Concilio si decise che Melezio dovesse rimanere nella sua città di Licopoli (moderna Asyūṭ), ma senza potere ordinare nuovi preti; gli fu inoltre vietato di viaggiare nei dintorni della città, o entrare in un'altra diocesi per consacrare nuovi sacerdoti. Melezio mantenne il titolo episcopale, ma gli ecclesiastici che erano stati ordinati da lui dovevano ricevere di nuovo l'imposizione delle mani, in quanto le ordinazioni fatte da Melezio non erano da considerarsi valide. Il clero consacrato da Melezio doveva dare la precedenza a quello ordinato da Alessandro di Alessandria, e non poteva prendere nessun provvedimento se non previo consenso dello stesso Alessandro. Nel caso di morte di un vescovo o un presbitero non-meleziano, il soglio vacante avrebbe potuto essere assegnato a un meleziano, purché ne fosse degno, e l'elezione popolare venisse confermata da Alessandro. Per quanto riguardava lo stesso Melezio, le prerogative e i diritti episcopali gli furono negati. Questi provvedimenti blandi furono tuttavia inutili; i meleziani si unirono agli ariani e causarono dissensi ancora più gravi, diventando nemici implacabili di Atanasio, sotto il regno di Costanzo II, figlio e successore di Costantino, che era notoriamente un protettore degli Ariani. La corrente meleziana venne meno intorno alla metà del V secolo.

## Effetti del concilio
Gli effetti a lungo termine del concilio di Nicea furono significativi. Per la prima volta, rappresentanti di tutti i vescovi della Chiesa furono concordi su un tema di dottrina, pena esilio e morte. Sempre per la prima volta, l'Imperatore (che non era ancora cristiano) svolse un ruolo attivo, convocando insieme i vescovi sotto la sua autorità e usando il potere dello Stato per dar seguito alle disposizioni conciliari (compreso il rendere esecutive le condanne all'esilio e simili). Questo fu l'inizio del cosiddetto cesaropapismo: un coinvolgimento di Chiesa e Stato che seguiterà fino ai nostri giorni a essere oggetto di dibattito. A breve termine tuttavia, il concilio non risolse del tutto i problemi per cui era stato convocato.
Gli ariani e i meleziani quasi subito riguadagnarono pressoché tutti i diritti che avevano perduto e l'Arianesimo continuò a propagarsi malgrado le forti pene repressive e a causare divisioni nella Chiesa per tutto il rimanente IV secolo. Quasi immediatamente Eusebio di Nicomedia usò la sua influenza a corte per guadagnarsi il favore di Costantino, spostandolo dai vescovi ortodossi di Nicea agli Ariani. Eustazio di Antiochia fu deposto ed esiliato nel 330. Atanasio, che era succeduto ad Alessandro come vescovo di Alessandria, fu deposto dal primo sinodo di Tiro nel 335 e Marcello di Ancira lo seguì nel 336. Ario stesso tornò a Costantinopoli per essere riaccolto nella Chiesa, ma morì poco prima che ciò potesse accadere. Nel 337 morì Costantino dopo avere ricevuto il battesimo proprio da un vescovo ariano, Eusebio di Nicomedia.

## Influenza di Costantino
L'imperatore Costantino ebbe una notevole influenza sulle decisioni del concilio di Nicea; Costantino, infatti, non solo aveva messo fine alle persecuzioni del predecessore Licinio degli anni precedenti, ma nel giro di meno di un anno aveva restituito o ricostruito tutti gli edifici religiosi distrutti o confiscati, attingendo dal tesoro imperiale quando necessario. Concesse ai sacerdoti cristiani gli stessi privilegi un tempo concessi ai sacerdoti pagani, e questo lo mise nella posizione di influenzare fortemente, e forse di determinare, il corso degli eventi a Nicea. Secondo l'Encyclopedia Britannica, guidò attivamente la discussione sulla controversia ariana e, dietro i consigli di Osio di Cordova, fu lui stesso a proporre di adottare il concetto di ὁμοούσιος (homooùsion); a questo proposito, la stessa Britannica afferma:

## Padri del concilio di Nicea

### Introduzione
La lista dei partecipanti al concilio di Nicea è riportata da molti manoscritti e in diverse lingue. Le differenti versioni sono state editate nel 1898 da Heinrich Gelzer, Heinrich Hilgenfeld e Otto Cuntz nel Patrum nicaenorum nomina Latine, Graece, Coptice, Syriace, Arabice, Armeniace, che resta ancora oggi il testo fondamentale per lo studio delle liste conciliari nicene. L'opera distingue le diverse liste per lingua.
- In lingua latina appartengono molti elenchi, raggruppati da Turner nella sua opera Ecclesiae Occidentalis monumenta iuris antiquissima (1899) in cinque famiglie. I manoscritti più importanti sono quelli noti con il nome di Collectio Dionysio-Hadriana, che fu consegnata da papa Adriano I a Carlo Magno nel 774 e che completa la collectio redatta dal monaco Dionigi il Piccolo ed apparsa a Roma nei primi decenni del VI secolo. Le liste latine riportano elenchi che variano da 195 a 217 nomi.
- In lingua greca, Gelzer pubblicò due liste: una di 212 nomi attribuita a Teodoro il Lettore (prima metà del VI secolo), desunta da Socrate Scolastico; e una di 165 nomi conservata nel codice Vaticanus gr. 44. Nel 1950 Ernst Honigmann pubblicò una terza lista di 301 nomi, conservata nel codice Vaticanus gr. 1587.[56]
- In lingua copta è stato trasmesso un solo elenco frammentario di 162 nomi, ricavato da quello di Teodoro il Lettore, conservato in un manoscritto del museo Borgia di Roma.
- In lingua siriaca, Gelzer riporta due liste: una di 218 nomi, costituita da una traduzione di un originale greco fatta nel 501/502 a Gerapoli; una seconda lista di 221 nomi attribuita a Abdisho bar Berika († 1318) e che corrisponde in parte a quella di Teodoro il Lettore. A queste due liste sono associate altre tre liste in siriaco: una lista in greco e siriaco di 227 nomi pubblicata da Kaufhold[57] e Ruggieri[58] nel 1993; un elenco di 222 nomi tratto dalla Cronaca di Michele il Siro;[59] e una lista di 214 nomi attribuita al vescovo di Martiropoli Maruta.[60]
- In lingua araba esiste un solo elenco di vescovi niceni, costituito da 318 nomi, conservato nel manoscritto 1628 della biblioteca Bodleiana dell'università di Oxford.
- Infine in lingua armena esiste un elenco di 211 nomi proveniente dalla collezione canonica composta dal catholicos armeno Giovanni III il Filosofo (717-728).

Tutti questi elenchi non escludono la possibilità che possano esistere altre liste dei vescovi niceni finora rimaste inedite o inaccessibili.

### Elenco
L'elenco che segue è la lista di 220 nomi, suddivisi per province ecclesiastiche, che gli studiosi tedeschi Gelzer, Hilgenfeld e Cuntz hanno ricavato dall'analisi di queste differenti liste di vescovi niceni; l'elenco fu pubblicato nel Patrum nicaenorum nomina, pp. LX-LXIV, con il titolo di Index patrum Nicaenorum restitutus.
1. Osio di Cordova, Vito e Bisenzio presbiteri di Roma

Egitto
1. Alessandro di Alessandria
2. Arpocrazio di Alfocranon
3. Adamanzio di Cinopoli
4. Arbizio di Farbeto
5. Filippo di Panefisi
6. Potamone di Eracleopoli
7. Secondo di Tolemaide
8. Doroteo di Pelusio
9. Caio di Tmui
10. Antioco di Memfi
11. Tiberio di Tanis[64]

Tebaide
1. Attas di Schedia
2. Tiranno di Antinoe
3. Plusiano di Licopoli

Libia
1. Dachis di Berenice
2. Zopiro di Barca
3. Sarapione di Antipirgo
4. Secondo di Teuchira

Libia inferiore
1. Tito di Paretonio

Palestina
1. Macario di Gerusalemme
2. Germano di Neapoli
3. Marino di Sebaste
4. Gaiano di Sebaste[65]
5. Eusebio di Cesarea
6. Sabino di Gadara
7. Longino di Ascalona
8. Pietro di Nicopoli
9. Macrino di Jamnia
10. Massimo di Eleuteropoli
11. Paolo di Massimianopoli
12. Ianuario di Gerico
13. Eliodoro di Zabulon
14. Ezio di Lidda
15. Silvano di Azoto
16. Patrofilo di Scitopoli
17. Asclepa di Gaza
18. Pietro di Ela
19. Antioco di Capitoliade

Fenicia
1. Zenone di Tiro
2. Enea di Tolemaide
3. Magno di Damasco
4. Teodoro di Sidone
5. Ellanico di Tripoli
6. Filocalo di Paneade
7. Gregorio di Berito
8. Marino di Palmira
9. Tadone di Alasso[66]
10. Anatolio di Emesa

Celesiria
1. Eustazio di Antiochia
2. Zenobio di Seleucia
3. Teodoto di Laodicea
4. Alfio di Apamea
5. Bassiano di Rafanea
6. Filosseno di Gerapoli
7. Salomone di Germanicia
8. Peperio di Samosata
9. Archelao di Doliche
10. Eufrazio di Balanea
11. Falade corepiscopo
12. Zoilo di Gabala
13. Basso di Zeugma
14. Geronzio di Larissa
15. Manicio di Epifania
16. Eustazio di Aretusa
17. Paolo di Neocesarea
18. Siricio di Cirro
19. Seleuco corepiscopo
20. Pietro di Gindaro
21. Pegaso di Arbocadama[66]
22. Bassiano di Gabula

Arabia
1. Nicomaco di Bosra
2. Cirione di Filadelfia
3. Gennadio di Esbo
4. Severo di Sodoma[67]
5. Sopatro di Beretana[68]
6. Severo di Dionisiade

Mesopotamia
1. Etolio di Edessa
2. Giacomo di Nisibi
3. Antioco di Resaina
4. Marea di Macedonopoli
5. Giovanni della Persia[69]

Cilicia
1. Teodoro di Tarso
2. Anfione di Epifania
3. Narciso di Neroniade[70]
4. Mosé di Castabala
5. Niceta di Flaviade
6. Eudamone corepiscopo
7. Paolino di Adana
8. Macedonio di Mopsuestia
9. Tarcondimanto di Egee
10. Esichio di Alessandretta
11. Narciso di Irenopoli

Cappadocia
1. Leonzio di Cesarea
2. Eutichio di Tiana
3. Eritrio di Colonia
4. Timoteo di Cibistra
5. Elpidio (Ambrogio) di Comana[71]
6. Gorgonio corepiscopo
7. Stefano corepiscopo
8. Eudromio corepiscopo
9. Rodo corepiscopo
10. Teofane corepiscopo

Armenia minore
1. Eulalio di Sebastea
2. Evezio di Satala

Armenia maggiore
1. Aristachio di Armenia
2. Acrito

Diosponto
1. Eutichiano di Amasea
2. Elpidio di Comana
3. Eraclio di Zela

Ponto Polemoniaco
1. Longino di Neocesarea
2. Domno di Trebisonda
3. Stratofilo di Pitionte

Paflagonia
1. Filadelfio di Pompeopoli
2. Petronio di Gionopoli
3. Eupsichio di Amastri

Galazia
1. Marcello di Ancira
2. Dicasio di Tavio
3. Erezio di Ecdaumava
4. Gorgonio di Cinna
5. Filadelfio di Giuliopoli

Asia
1. Teonas di Cizico
2. Menofanto di Efeso
3. Orione di Ilio
4. Eutichio di Smirne
5. Mitre di Ipepa
6. Marino di Ilio[72]
7. Paolo di Anea

Lidia
1. Artemidoro di Sardi
2. Seras di Tiatira
3. Etemasio di Filadelfia
4. Pollione di Bagi
5. Agogio di Tripoli
6. Florenzio di Ancira Ferrea
7. Antioco di Aurelianopoli
8. Marco di Standi[73]
9. Antioco di Gerocesarea

Frigia
1. Nunechio di Laodicea
2. Flacco di Sanavo
3. Procopio di Sinnada
4. Pistico di Ezani
5. Atenodoro di Dorileo
6. Paolo di Apamea[74]
7. Eugenio di Eucarpia
8. Flacco di Geropoli

Pisidia
1. Eulalio di Iconio
2. Telemaco di Adrianopoli
3. Esichio di Neapoli
4. Eutichio di Seleucia
5. Aranio di Limne
6. Tarsichio di Apamea
7. Patrizio di Amblada
8. Policarpo di Metropoli
9. Academio di Pappa
10. Eraclio di Baris
11. Teodoro di Vasada[75]

Licia
1. Eudemo di Patara

Pamfilia
1. Callinico di Perge
2. Evresio di Termesso
3. Zeuxios di Syarba[76]
4. Domno di Aspendo
5. Quinziano di Seleucia[77]
6. Patrizio di Massimianopoli
7. Afrodisio di Magido

Isole
1. Eufrosino di Rodi
2. Melifrone di Cos
3. Strategio di Lemno
4. Aletodoro di Corcira[78]

Caria
1. Eusebio di Antiochia
2. Ammonio di Afrodisias
3. Eugenio di Apollonia
4. Letodoro di Cibira
5. Eusebio di Mileto

Isauria
1. Stefano di Barata
2. Ateneo di Coropisso
3. Edesio di Claudiopoli
4. Agapio di Seleucia
5. Silvano di Metropoli[79]
6. Fausto di Panemotico
7. Antonino di Antiochia
8. Nestore di Siedra
9. Esichio corepiscopo
10. Cirillo di Omona[80]
11. Teodoro di Vasada[75]
12. Anatolio corepiscopo
13. Paolo di Laranda
14. Cinto corepiscopo
15. Tiberio di Ilistra
16. Aquila corepiscopo
17. Eusebio

Cipro
1. Cirillo di Pafo
2. Gelasio di Salamina

Bitinia
1. Eusebio di Nicomedia
2. Teognide di Nicea
3. Maris di Calcedonia
4. Cirillo di Cio
5. Esichio di Prusa
6. Gorgonio di Apolloniade
7. Giorgio di Prusiade
8. Evezio di Adriani
9. Teofane corepiscopo
10. Rufo di Cesarea
11. Eulalio corepiscopo

Europa
1. Fedro di Eraclea

Dacia
1. Protogene di Sardica

Kalabrias
1. Marco di Kalabrias[81]

Mesia
1. Pisto di Marcianopoli

Africa
1. Ceciliano di Cartagine

Macedonia
1. Alessandro di Tessalonica
2. Budio di Stobi

Dardania
1. Daco di Macedonia

Acaia
1. Pisto di Atene
2. Marco di Eubea[82]
3. Strategio di Lemno[83]

Tessalia
1. Claudiano di Tessalia
2. Cleonico di Tebe

Pannonia
1. Domno di Pannonia

Gallie
1. Nicasio di Die

Gothia
1. Teofilo di Gothia

Bosporo
1. Cadmo di Bosporo

## Fonti storiche
Non esistono atti conciliari. Le principali fonti storiche sono: la Storia ecclesiastica di Eusebio di Cesarea, la Storia del Primo Concilio di Nicea di Gelasio di Cizico, Atanasio di Alessandria (tre orazioni Contro gli ariani e due lettere, una scritta fra il 350 e il 352 riguardo alle decisioni del Concilio di Nicea e che riporta il Simbolo niceno, e un'altra Sugli eventi dei concili a Rimini e in Seleucia), la Storia ecclesiastica di Socrate Scolastico e quelle di Sozomeno, Teodoreto di Cirro e Rufino di Aquileia. Gli aspetti teologici sono trattati anche da Basilio di Cesarea, Gregorio di Nissa e Gregorio di Nazianzio.

## Giudizi storici
Nel corso del XVIII secolo, l'atteggiamento di alcuni illuministi nei confronti del concilio di Nicea fu improntato su posizioni critiche, evidenziando gli aspetti politici e sociali che accompagnarono il primo dei concili ecumenici. Notevole è la discussione che fa Edward Gibbon del Concilio nella sua monumentale opera Decline and Fall of the Roman Empire. In particolare, Gibbon evidenzia le necessità politiche di mantenimento dell'unità dell'Impero, che spinsero Costantino a convocare il concilio. Gibbon non fa mistero del provvedimento di esilio da parte imperiale: «( [...] ) la dottrina nicena fu ratificata da Costantino, e quando l'imperatore affermò risolutamente che chiunque si fosse opposto al giudizio divino del concilio avrebbe dovuto prepararsi a prendere immediatamente la via dell'esilio, tacquero i mormorii di protesta di una fiacca opposizione, che da diciassette vescovi si ridusse quasi istantaneamente a due.»
Su posizioni più caustiche si situa Voltaire, che nel suo Dictionnaire philosophique dedica la voce "Concili" a una succinta storia dei concili ecumenici. Voltaire indica l'attore primo della convocazione del concilio in Costantino, il quale desiderava che le "frivole" dispute teologiche non costituissero uno scandalo o, peggio, occasioni di dissidio nel popolo. Voltaire ritiene che tali dispute avessero poco a che fare con il messaggio principale dei Vangeli, e con la moralità che normalmente si chiede da una persona dabbene.
L'aneddoto citato da Voltaire è da lui riportato per affermare che i concili sono fatti dagli uomini e che quindi sono il frutto naturale delle passioni umane e delle circostanze storiche:
È cosa impossibile che in alcun modo le passioni, gli intrighi, lo spirito polemico, l'odio, la gelosia, il pregiudizio, l'ignoranza, regnino in tali consessi.

Ma perché, ci si potrebbe chiedere, tanti concili si sono opposti gli uni agli altri? È successo per esercitare la nostra fede; essi, ciascuno nel proprio tempo, hanno sempre avuto ragione.

Non si crede oggi, presso i cattolici romani, che ai concili approvati dal Vaticano; e non si crede oggi, presso i cattolici greci, che a quelli approvati in Costantinopoli. I protestanti si burlano sia dei primi sia dei secondi; in tal modo tutti devono dichiararsi contenti.»
(Voltaire. Dictionnaire philosophique, voce Conciles)
Infatti in una missiva Gregorio Nazianzeno (che in qualità di Vescovo di Costantinopoli, presiedette per poco tempo il concilio di Costantinopoli) scrivendo a Procopio ebbe a dire al riguardo:

### Della distinzione tra libri ispirati e apocrifi
Voltaire amava giocare fra serietà e ironia; relativamente al concilio di Nicea cita ad esempio l'episodio che sarebbe avvenuto nella distinzione fra libri apocrifi e ispirati
Secondo Andrew Hunwick:
Voltaire ripete l'aneddoto romanzesco più volte, citando Labbe come fonte, si veda B. E. Schwarzbach, p. 329 e n. 81. Dubbi furono espressi in precedenza, da Louis-Sébastien Le Nain de Tillemont (si veda L. S. Le Nain de Tillemont, Memorie per la storia della Chiesa [Memoires pour servir a l'histoire ecclesiastique], 1701-14, seconda edizione, Parigi, Robustel - Arsenal 4° H.5547, volume VI, p. 676.) Nei fatti l'aneddoto data Baronio più di sei secoli prima della sua nascita: compare in un anonimo Synodikon contenente brevi citazione di 158 concili dei primi nove secoli. Portato dalla Grecia nel XVI secolo da Andreas Darmasius, questo documento fu acquistato ed edito dal teologo luterano Johannes Pappus (1549-1610). Fu successivamente ristampato, certamente almeno nella Bibliotheca graeca [...] di Fabricio, la prima di queste edizioni fu pubblicata negli anni 1705-1707, e potrebbe essere stata conosciuta da D'Holbach. L'aneddoto si trova in Synodicon vetus sezione 34, "Council of Nicaea" (Johann Albert Fabricius, Biblioteca graeca… [1790-1809, Amburgo: Bohn], Volume XII, pagine 370-371.)»
(Andrew Hunwick, edizione critica di Ecce Homo di Baron D'Holbach)
La citazione di Voltaire riguarda un testo denominato Synodicon Vetus dell'887 che racconta dei concili e che aggiunge alcune informazioni (spesso considerate spurie) rispetto ai testi degli storici della chiesa. Restando alla citazione l'autenticità dell'episodio è dubbia in quanto comparendo solamente nel Synodicon non è possibile determinare con certezza se è una invenzione o se risale a un'antica tradizione alla quale l'autore aveva accesso.

## Nella narrativa contemporanea
Il primo concilio ha assunto una certa notorietà nel 2003, grazie al romanzo di Dan Brown Il codice da Vinci. Nel romanzo si sostiene che « [...] fino a quel momento, Gesù era visto come un profeta mortale dai suoi seguaci... un grande e potente uomo, ma sempre un uomo. Un mortale. La sua definizione come "il figlio di Dio" fu ufficialmente proposta e votata al concilio di Nicea». Il romanzo afferma quindi che la divinità di Gesù è stata ottenuta dopo una votazione al concilio, con un margine stretto, e che Costantino avrebbe condizionato il voto per consolidare il suo potere.
In realtà le affermazioni del romanzo non sono storicamente sostenibili, in quanto la divinità di Gesù è affermata da Lui stesso, dagli Apostoli subito dopo la sua morte e risurrezione, durante la loro predicazione, e quindi dai primi scrittori cristiani. Anche uno storico latino come Plinio il Giovane, parlando dei cristiani in una sua celebre lettera all'imperatore Traiano, dell'inizio del II secolo, quindi di due secoli precedente all'assise di Nicea, afferma che i cristiani «cantano un inno a Cristo come a un dio».
Seguendo tutte le fonti disponibili si può dire, certamente, che Costantino propiziò la celebrazione del Concilio di Nicea e influì con la presidenza.

### Fonti primarie
- Testo dei canoni del concilio, su intratext.com.
- (EN)  Eusebio di Cesarea, Letter of Eusebius of Cæsarea to the people of his Diocese Resoconto del Concilio of Nicea.
- The Life of the Blessed Emperor Constantine. Il Libro 3, Capitoli VI-XXI trattano del Primo Concilio of Nicea.
- (EN)  Atanasio di Alessandria, Defence of the Nicene Definition; Ad Afros Epistola Synodica
- (EN)  Eustazio di Antiochia, Letter recorded in Theodoret H.E. 1.7
- (IT, LT, EN, GRC, FR) Testi Integrali di Canoni, Decreti e Simbolo, su documentacatholicaomnia.eu.
- (EN)  Socrates, Of the Synod which was held at Nicæa in Bithynia, and the Creed there put forth Libro 1 Capitolo 8 della sua Storia Ecclesiastica, fonte del V secolo
- (EN)  Sozomeno, Of the Council convened at Nicæa on Account of Arius Libro 1 Capitolo 17 della sua Storia Ecclesiastica, fonte del V secolo
- The Epistle of the Emperor Constantine, concerning the matters transacted at the Council, addressed to those Bishops who were not present Libro 1 Capitolo 9 della sua Storia Ecclesiastica, fonte del V secolo
- (EN)  Theodoret, General Council of Nicæa Libro 1 Capitolo 6 della sua Storia Ecclesiastica

### Fonti secondarie
- (EN)  Nicaea in Enciclopedia Britannica, 1911
- (EN)  Catholic Encyclopedia: First Council of Nicaea
- (EN)  The Road to Nicaea, sommario del concilio, di John Anthony McGuckin.
- (EN)  The Council of Nicaea and the Bible, articolo contro la teoria che il canone della Bibbia fosse discusso nel concilio.
- (FR)  Voltaire, Concili, Dizionario filosofico, Parigi, 1694 - 1778. articolo che racconta di come si discusse del canone nel concilio
- (EN)  Lewis Ayres, Nicaea and Its Legacy. An Approach to Fourth-Century Trinitarian Theology, New York, Oxford University Press, 2004.
- (EN)  Warren H. Carroll, The Building of Christendom, 1987, ISBN 0-931888-24-7
- (EN)  Leo Donald Davis, S.I., The First Seven Ecumenical Councils (325-787), 1983, ISBN 0-8146-5616-1
- (EN)  J.N.D. Kelly, The Nicene Crisis in: Early Christian Doctrines, 1978, ISBN 0-06-064334-X
- (EN)  J.N.D. Kelly, The Creed of Nicea in: Early Christian Creeds, 1982, ISBN 0-582-49219-X
- (DE)  Wolfgang Kosack, Die koptischen Akten der Konzile von Nikaia und Ephesos. Textfragmente und Handschriften in Paris, Turin, Neapel, Wien und Kairo. In Parallelzeilen herausgegeben, bearbeitet und übersetzt. Koptisch - Deutsch, Basel, Verlag Christoph Brunner, 2015 ISBN 978-3-906206-07-3.
- (EN)  John Henry Newman, The Ecumenical Council of Nicæa in the Reign of Constantine from Arians of the Fourth Century, 1871
- (EN)  William G. Rusch, The Trinitarian Controversy, Sources of Christian Thought Series, 1980 ISBN 0-8006-1410-0 (antologia di testi in traduzione inglese)
- (EN)  Philip Schaff, The First Ecumenical Council, comprende simboli e canoni del concilio.
- (EN)  Norman P. Tanner S.J., The Councils of the Church: A Short History, 2001, ISBN 0-8245-1904-3
- Frances M. Young, con Andrew Teal, From Nicaea to Chalcedon. A Guide to the Literature and its Background, (Seconda edizione), Grand Rapids (MI), Baker Academic, 2010.

### Fonti per le liste dei vescovi
- (FR)  F. Delmas, Les Pères de Nicée et Le Quien, in Échos d'Orient, tome 4, n°2, 1900. pp. 87–92
- (FR)  Sylvain Destephen, Prosopographie chrétienne du Bas-Empire 3. Prosopographie du diocèse d'Asie (325-641), Paris, 2008
- (LA)  Heinrich Gelzer, Heinrich Hilgenfeld, Otto Cuntz, Patrum nicaenorum nomina Latine, Graece, Coptice, Syriace, Arabice, Armeniace, Lipsia, 1898
- (FR)  Ernst Honigmann, Sur les listes des évêques participant aux conciles de Nicée et de Constantinople, in Byzantion 12 (1937), 323-347
- (FR)  Ernst Honigmann, La liste originale des Pères de Nicée. A propos de l'évêché de Sodoma en Arabie, in Byzantion 14 (1939), 17-76
- (DE)  Eduard Schwartz, Über die Bischofslisten der Synoden von Chalkedon, Nicaea und Konstantinopel, München, 1937
- (LA)  Cuthbert H. Turner, Ecclesiae Occidentalis monumenta iuris antiquissima, Oxford, 1899